# Personer i Sverige födda i Sydafrika
Till personer i Sverige födda i Sydafrika räknas personer som är folkbokförda i Sverige och som har sitt ursprung i Sydafrika. Enligt Statistiska centralbyrån fanns det 2017 i Sverige sammanlagt cirka 2 900 personer födda i Sydafrika.

## Historisk utveckling

### Födda i Sydafrika
| Personer i Sverige födda i Sydafrika 1900–2024 | Personer i Sverige födda i Sydafrika 1900–2024 | Personer i Sverige födda i Sydafrika 1900–2024 | Personer i Sverige födda i Sydafrika 1900–2024 | Personer i Sverige födda i Sydafrika 1900–2024 |
| --- | ---------------------------------------------- | ---------------------------------------------- | ---------------------------------------------- | ---------------------------------------------- |
| |                                                |                                                |                                                |                                                |
| År |                                                |                                                | Folkmängd                                      |                                                |
| 1900 | 1900                                           |                                                | 56                                             |                                                |
| 1930 | 1930                                           |                                                | 170                                            |                                                |
| 1950 | 1950                                           |                                                | 259                                            |                                                |
| 1960 | 1960                                           |                                                | 335                                            |                                                |
| 1970 | 1970                                           |                                                | 527                                            |                                                |
| 1980 | 1980                                           |                                                | 707                                            |                                                |
| 1990 | 1990                                           |                                                | 854                                            |                                                |
| 2000 | 2000                                           |                                                | 1 016                                          |                                                |
| 2001 | 2001                                           |                                                | 1 195                                          |                                                |
| 2002 | 2002                                           |                                                | 1 326                                          |                                                |
| 2003 | 2003                                           |                                                | 1 408                                          |                                                |
| 2004 | 2004                                           |                                                | 1 489                                          |                                                |
| 2005 | 2005                                           |                                                | 1 567                                          |                                                |
| 2006 | 2006                                           |                                                | 1 596                                          |                                                |
| 2007 | 2007                                           |                                                | 1 681                                          |                                                |
| 2008 | 2008                                           |                                                | 1 801                                          |                                                |
| 2009 | 2009                                           |                                                | 1 926                                          |                                                |
| 2010 | 2010                                           |                                                | 2 023                                          |                                                |
| 2011 | 2011                                           |                                                | 2 146                                          |                                                |
| 2012 | 2012                                           |                                                | 2 205                                          |                                                |
| 2013 | 2013                                           |                                                | 2 278                                          |                                                |
| 2014 | 2014                                           |                                                | 2 387                                          |                                                |
| 2015 | 2015                                           |                                                | 2 515                                          |                                                |
| 2016 | 2016                                           |                                                | 2 698                                          |                                                |
| 2017 | 2017                                           |                                                | 2 941                                          |                                                |
| 2018 | 2018                                           |                                                | 3 130                                          |                                                |
| 2019 | 2019                                           |                                                | 3 429                                          |                                                |
| 2020 | 2020                                           |                                                | 3 613                                          |                                                |
| 2021 | 2021                                           |                                                | 3 976                                          |                                                |
| 2022 | 2022                                           |                                                | 4 263                                          |                                                |
| 2023 | 2023                                           |                                                | 4 458                                          |                                                |
| 2024 | 2024                                           |                                                | 4 519                                          |                                                |
| Anm.: Befolkning den 31 december respektive år förutom åren 1960 och 1970 som avser förhållandet den 1 november och år 1980 som avser förhållandet den 15 september. |                                                |                                                |                                                |                                                |